# Keinan Davis
Keinan Vincent Joseph Davis, född 13 februari 1998 i Stevenage, är en engelsk fotbollsspelare (anfallare) som spelar för italienska Udinese.

## Karriär

### Klubbkarriär
Keinan Davis inledde karriären i Stevenage men 17 år gammal, våren 2015, släppte klubben honom. Under hösten började Davis istället att spela för Biggleswade Town och efter att ha imponerat i en FA Youth Cup-match erbjöds han ett provspel med Aston Villa. Där imponerade han så pass mycket att Aston Villa i december 2015 skrev ett ungdomskontrakt med honom.
Bara lite mer än ett år efter att Keinan Davis skrivit på för Aston Villa kom seniordebuten. I FA-cupmötet med Tottenham Hotspur den 8 januari 2017 gjorde Davis sitt första inhopp i a-laget. Under våren fick han även göra sex inhopp för klubben i The Championship. Den efterföljande säsongen fick Davis tidigt stort förtroende av managern Steve Bruce och i hemmamötet med Norwich City den 19 augusti 2017 fick han för första gången chansen från start i Aston Villa.
Säsongen 2017/2018 blev Keinan Davis genombrottssäsong i Aston Villa, då han gjorde 28 matcher och två mål i The Championship. Den efterföljande säsongen drogs Davis däremot med stora skadeproblem, vilket gjorde att han stannade på fyra ligaframträdanden.
Den 22 september 2020 förlängde Davis sitt kontrakt i Aston Villa fram till 2024. Den 1 januari 2022 gick Davis på lån till Nottingham Forest, på ett kontrakt för resten av säsongen 21/22. Den 13 augusti 2022 lånades han ut till Watford på ett säsongslån.
Den 1 september 2023 värvades Davis av italienska Udinese, där han skrev på ett fyraårskontrakt.

### Landslagskarriär
Efter en framgångsrik start på säsongen 2017/2018 blev Keinan Davis under hösten 2017 för första gången uttagen i ett engelskt ungdomslandslag, då han togs ut till två träningslandskamper med U20-landslaget.

## Statistik
| Klubb                   | Säsong             | Liga               | Liga    | Liga | Nationell cup | Nationell cup | Ligacup | Ligacup | Övrigt  | Övrigt | Totalt  | Totalt |
| Klubb                   | Säsong             | Division           | Matcher | Mål  | Matcher       | Mål           | Matcher | Mål     | Matcher | Mål    | Matcher | Mål    |
| ----------------------- | ------------------ | ------------------ | ------- | ---- | ------------- | ------------- | ------- | ------- | ------- | ------ | ------- | ------ |
| Aston Villa             | 2016/2017          | Championship       | 6       | 0    | 1             | 0             | 0       | 0       | —       | —      | 7       | 0      |
| Aston Villa             | 2017/2018          | Championship       | 28      | 2    | 1             | 1             | 1       | 0       | 0       | 0      | 30      | 3      |
| Aston Villa             | 2018/2019          | Championship       | 5       | 0    | 1             | 0             | 0       | 0       | 1       | 0      | 7       | 0      |
| Aston Villa             | 2019/2020          | Premier League     | 18      | 0    | 0             | 0             | 5       | 1       | —       | —      | 23      | 1      |
| Aston Villa             | 2020/2021          | Premier League     | 15      | 1    | 0             | 0             | 3       | 1       | —       | —      | 18      | 2      |
| Aston Villa             | 2021/2022          | Premier League     | 1       | 0    | 0             | 0             | 0       | 0       | 1       | 1      | 2       | 1      |
| Aston Villa             | Totalt             | Totalt             | 73      | 3    | 3             | 1             | 9       | 2       | 2       | 1      | 87      | 7      |
| Nottingham Forest (lån) | 2021/2022          | Championship       | 15      | 5    | 4             | 0             | 0       | 0       | 3       | 0      | 22      | 5      |
| Watford (lån)           | 2022/2023          | Championship       | 34      | 7    | 0             | 0             | 0       | 0       | —       | —      | 34      | 7      |
| Udinese                 | 2023/2024          | Serie A            | 0       | 0    | 0             | 0             | 0       | 0       | —       | —      | 0       | 0      |
| Totalt i karriären      | Totalt i karriären | Totalt i karriären | 122     | 15   | 7             | 1             | 9       | 2       | 5       | 1      | 143     | 19     |

1. 1 2  Uppflyttningskvalmatch(er)
2. ↑  Match i EFL Trophy